# 絲鼻鯰
絲鼻鯰科（學名：Nematogenyidae），是輻鰭魚綱鯰形目的其中一科。其下僅有一屬一種，即絲鼻鯰（Nematogenys inermis），為溫帶淡水魚，分布於南美洲智利淡水流域，體長可達40.7公分，棲息在底層水域，生活習性不明。